# Thagria alaeva
Thagria alaeva är en insektsart som beskrevs av Nielson 1977. Thagria alaeva ingår i släktet Thagria och familjen dvärgstritar. Inga underarter finns listade i Catalogue of Life.